# Высокое (Алексинский район)
Высо́кое — упразднённый рабочий посёлок Алексинского района Тульской области России. В 1958 году  включён в состав города Алексина.

## География
Находится в левобережной части города, при реке Ока.

## История
Указом Президиума Верховного Совета РСФСР от 22 ноября 1942 года был образован посёлок Высокое города Алексина Тульской области. На основании данного указа был избран Высоковский поселковый Совет депутатов трудящихся и его исполнительный комитет.
Был центром Высоковского поссовета.
12 июля 1958 г. Указом Президиума Верховного Совета РСФСР город Алексин Алексинского района отнесён к категории городов областного подчинения. Решением исполкома областного Совета депутатов трудящихся от 22 июля 1958 в черту города Алексина включены рабочие посёлки Высокое, Мышега и Петровский Алексинского района.

## Инфраструктура
Алексинская бумажно-картонная фабрика, Алексинский химический комбинат.

## Достопримечательности
Мемориал Победы: вечный огонь; братское захоронение воинов павших в годы Великой Отечественной войны 1941—1945 гг.; могила генерала Г. П. Короткова, почётного гражданина г. Алексина, командира 238-й СД, освобождавшей г. Алексин в декабре 1941 г.; памятный знак алексинцам-участникам боевых действий и локальных войн; памятные доски «Их именами названы улицы города»; памятная доска вдовам алексинцев, погибших в Великую Отечественную.

## Транспорт
Развит автомобильный и железнодорожный транспорт. Железнодорожная платформа 232 км.